# Posada (Kolonia Inwalidzka)
Posada – przysiółek wsi Kolonia Inwalidzka w Polsce, położony w województwie świętokrzyskim, w powiecie ostrowieckim, w gminie Kunów.
W latach 1975–1998 przysiółek administracyjnie należał do województwa kieleckiego.